# Castors Juniors
Pour les articles homonymes, voir Castor.
Les Castors Juniors (The Junior Woodchucks en VO) sont une troupe scout de l'univers des canards créé par les studios Disney dont font partie Riri, Fifi et Loulou.
Ils ont été imaginés par Carl Barks et sont apparus pour la première fois en février 1951 dans Castors Juniors à la rescousse ! (Operation St. Bernard), publiées dans Walt Disney's Comics and Stories #125.

## Origines
Avec le lancement du scoutisme en 1907 par Robert Baden-Powell, il fallait s'attendre à voir ce mouvement dans les dessins animés et bandes dessinées de Disney. Avant la création des Castors Juniors en 1951, Donald et ses neveux Riri, Fifi et Loulou avaient déjà fait partie d'un groupe de scouts dès 1938, comme l'atteste le court-métrage Bons scouts. Carl Barks était scénariste de ce dessin animé réalisé par Jack King. Barks a par la suite réalisé la bande dessinée Conseiller technique (Camp Counselor) en 1950. On retrouve certains éléments de Bons scouts, comme le fait que Donald soit moniteur du camp et qu'il ait un problème avec un ours. Carl Barks a pu reprendre cette idée de scouts pour créer les Castors Juniors.

## Histoire
Le nom de « Castors » est apparu quand Cornélius Écoutum, le fondateur de Donaldville, créa une milice pour défendre Fort Donaldville. Son fils Clinton Écoutum fonda en 1901 les Castors Juniors pour enseigner aux jeunes Donaldvillois les bonnes actions, la protection de la nature et la préservation du savoir. La milice s'étant dispersée, les Castors Juniors utilisèrent le fort comme quartier général jusqu'à ce que le terrain soit racheté par Balthazar Picsou. La colline où s'élevait le fort reste le site le plus connu de Donaldville. Parce que leur Grand-mère Donald est la fille du fondateur Clinton Ecoutum, Riri, Fifi et Loulou, ainsi que leur oncle Donald ont pu être admis chez les D.E.C.I.D.E.U.R.S. (Directoire éminent des Castors Initiant les Débutants à l'Entrée dans l'Univers de la Responsabilité et de la Sagesse). Les triplés vont ensuite intégrer la troupe n°1, la plus ancienne et la plus prestigieuse des troupes des Castors Juniors.

## L'organisation
Le but principal d'un Castor Junior est avant tout de rendre service en donnant du temps et lever des fonds pour aider les plus démunis. Leur code d'honneur est de servir l'opprimé et préserver la nature. Chaque membre a le droit de porter et de se servir du Manuel des Castors Juniors contenant une immense somme de connaissances diverses et variées. Grâce à l'enseignement de leur manuel, Riri, Fifi et Loulou aident leurs oncles Donald et Balthazar Picsou à se tirer de mauvais pas et à rechercher des trésors perdus. 
Par la suite, un Castor Junior doit obtenir des médailles pour chaque bonne action et monter en grade pour pouvoir atteindre le grade de Castor Senior.

## Membres connus
En plus des triplés, on retrouve chez les Castor Juniors d'autres personnages connus, comme Pascal Neutron (Newton en VO) le neveu de Géo Trouvetou, et les Mini-Rapetou, neveux des Rapetou ne faisant que des bêtises.
Dans la série La Bande à Picsou de 1987, on apprend que le pilote de Picsou, Flagada Jones est chef de troupes. On découvre également un nouveau membre du nom de Castor Major (Dofus Drake en VO) qui n'est pas très dégourdi mais plutôt gentil. Au cours de la série à partir de l'épisode L'Aventure se mérite (Merit-Time Adventure) de la saison 1, Zaza, la petite-fille de la gouvernante de Picsou, rejoint également les rangs des Castors Juniors.
Dans le reboot de 2017, Riri est le seul des triplés à faire partie des Castors Juniors. Dans l'épisode Le défi des Castors junior senior ! (Challenge of the Senior Junior Woodchucks) de la saison 3, on apprend que Violette Campyloptère (Violet Sabrewing en VO), une amie de Zaza, est aussi membre de l'organisation et est en compétition avec Riri pour le titre de Castor Senior. Avec le retour de Castor Major, on peut également retrouver parmi les membres, le petit robot B.O.Y.D. et des anciens membres comme Della Duck et Popop Duck. Dans le dernier épisode de la série, The Last Adventure!, on apprend que Bradford Buzzard, directeur du F.O.W.L., était le tout premier Castor  étant donné qu'il est le petit-fils de Isabella Finch, précurseure de l'organisation dans cette version. Il a la réputation d'avoir été le pire des Castors et déteste l'organisation.

### Limiers
Parmi les membres des Castors Juniors, il y a aussi des animaux à quatre pattes dont Pluto, employé plusieurs fois par Carl Barks comme limier de l'organisation et Bolivar le saint-bernard, se prêtant aux missions hivernales. Mais le limier se distinguant le plus est le général Dublair (General Snozzie en VO) qui est créé par Barks en 1958 et apparaît pour la première fois dans l'histoire Miss Daisy et son chasseur (Dodging Miss Daisy) Dans cette histoire, Dublair prouve qu'il a un flair extraordinaire en retrouvant l'oncle des triplés qui était perdu. Dans l'histoire C.E.S.T.D.U.C.H.A.R.A.B.I.A. (W.H.A.D.A.L.O.T.T.A.J.A.R.G.O.N.), Don Rosa raconte le début de la carrière de Dublair quand il était encore qu'un chiot.

## Les Castorettes
Bien que, dans les bandes dessinées, la troupe soit exclusivement masculine, il arrive que Grand-Mère Donald s'y joigne en tant que fille du fondateur. En revanche, il existe une troupe rivale féminine du nom de Castorettes aussi appelée Patrouille des Rossignols (Chickadees en VO) dirigée par une ancienne militaire du nom de Mme Belier (Captain Ramrod en VO). Elles apparaissent pour la première fois dans l'histoire Le Pont de la rivière Couac (The Chickadee Challenge) en 1955 dans une histoire de Carl Barks. Lili, Lulu et Zizi, les nièces de Daisy, en sont des membres connus.

## Liste des médailles
On ne compte plus les médailles reçues que Riri, Fifi et Loulou citent dans leurs aventures, certaines ayant des dénominations absurdes et loufoques dans le but de former des mots avec leur sigle. C'est également le cas des titres décernés à leurs supérieurs hiérarchiques ou au chien officiel de la patrouille.
- O.N.C.D.O.N.A.L.D. : Officier Noble et Combatif Décidé à s'Occuper de ses Neveux qu'il Aime avec Lyrisme et Dévouement
- G.I.E.T.O. : Gamins Insignifiants Et Terriblement Ordinaires
- C.H.I.E.N. : Canin Habile Impassible Et Noble
- G.C.D.O.M. : Grands Commandeurs De l'Ordre De Mercure
- P.S.S.S. et S.P.S.S. : Pisteur Spécialisé Superbement Sagace et Sauveteur de Photographe Sérieusement Soucieux.
- N.I.J.F. : Nageur Intrépide Jamais Fatigué
- S.P.P.S.M. : Seau Pour Porter Ses Médailles
- I.P.D.A.D.L.T. : Immense Protecteur Des Arts De La Table
- O.D.O.T.L.O. : Omnipotent Donneur d'Observations Tranchantes et de Logique Omnisciente
- P.A.C.I.F.I.S.T.E. : Paisible, Aimable, Calme et Impavide Facteur d'Intense Sérénité et de Tendresse Éternelle
- T.O.N.I.T.R.U.A.N.T. : Terrible Organisateur Naturellement Intraitable sur le Terrain du Règlement, Universellement Admiré en cas de Nuisance et de Troubles
- O.R.G.A.N.I.S.A.T.E.U.R. : Olympique Régulateur des Grandes Activités Nécessaires à l'Initiation, la Science et l'Amélioration du Tempérament, dans l'Entente, l'Unité et la Rigueur
- M.A.C.H.I.N. : Moniteur Accrédité des Castors Homologués et Instructeur Notoire
- N.I.G.A.U.D. : Noble Instructeur Génial Administrateur et Universel Didacticien

## Journal
Entre 1966 et 1984, les Castors Juniors ont eu droit à leur propre série de comic books nommée Junior Woodchucks qui a été publiée aux États-Unis. En France, ils ont eu droit aussi à leur propre magazine du nom de Castors Juniors édité de 1978 à 1981 avec un total de 37 numéros reprenant les histoires du comic book américain agrémenté d'articles sur la nature. Le magazine a été renommé Castors Juniors magazine au numéro 15. Un numéro 0 a été conçu en 1977, mais jamais commercialisé.